# Козакова, Мария Кирилловна
Мари́я Кири́лловна Козако́ва (род. 24 ноября 1992, Москва) — российская актриса

 театра и кино.

## Биография
Родилась 24 ноября 1992 года в Москве, в семье актёров Кирилла Козакова и Алёны Яковлевой. Внучка знаменитых актёров — Юрия Яковлева и Михаила Козакова. Родители развелись в феврале 1993 года, когда Марии было четыре месяца.
С двухлетнего возраста в её воспитании принимал участие отчим, режиссёр Кирилл Мозгалевский. Дед Юрий Яковлев, знавший её с рождения, уделял больше внимания внучке, чем дед Михаил Козаков. С родным отцом впервые встретилась и познакомилась, а затем начала общаться в 2007 году, когда ей исполнилось четырнадцать лет, тогда же с внучкой познакомился и Михаил Михайлович.
С раннего детства начала сниматься в кино.
В 2013 году окончила актёрский факультет Театрального института имени Бориса Щукина в Москве (курс Павла Евгеньевича Любимцева). Сразу после выпуска была принята в труппу Московского академического театра сатиры, где её дебютом стала роль Бетан в спектакле «Малыш и Карлсон, который живёт на крыше» режиссёра Маргариты Микаэлян (сценическая карьера матери в своё время также началась с исполнения этой роли). Служит в театре по настоящее время.

### Личная жизнь
Муж — актёр и музыкант Иван Замотаев (р. 22 января 1983). Они встретились на фестивале в 2019 году в Ессентуках, а 24 августа 2020 года вступили в законный брак. 7 июля 2022 года у пары родилась дочь Иванна.

## Творчество

### Работы в театре

#### Московский академический театр сатиры
- «Свадьба в Малиновке» —
- «Грустно, но смешно» —
- «Лисистрата» —
- «Муж и жена снимут комнату» — Наташа
- «Слишком женатый таксист» — Мэри Смит
- «Малыш и Карлсон, который живёт на крыше» — Бетан
- «Дороги, которые нас выбирают» — массовые сцены
- «Роковое влечение» — Лиззи Пфайфер
- «Маленькая услуга от большого друга» — Розалинда
- «Чапаев и пустота» — Анка-пулемётчица
- «Дон Джованни» — донна Анна

### Фильмография
- 2001 — Искушение Дирка Богарда — эпизод
- 2006 — Азирис Нуна — Хайлине (в детстве)
- 2006 — Сделка — эпизод
- 2007 — Марш Турецкого 4. Возвращение Турецкого (фильм № 1 «Дело Турецкого») — Катя, воспитанница детского дома
- 2007 — Иван Подушкин. Джентльмен сыска 2 (фильм № 1 «13 несчастий Геракла») — Клара
- 2007 — Своя команда — Анастасия
- 2009 — Дом образцового содержания
- 2009 — Кармелита. Цыганская страсть — Хитана, цыганка
- 2011 — Дуэль — Света
- 2011 — Медовая любовь — Валерия Чечина, подруга Любы
- 2013 — Дурная кровь — Мария Богатырёва
- 2013 — Мезальянс — Валерия
- 2014 — Криминальный блюз — Екатерина
- 2014 — Неформат — Ирина Серебрякова, начинающий телепродюсер
- 2014 — Умельцы — Ирина, сестра Леонида Купцова
- 2014 — Все сокровища мира — Анна Бессонова, дипломированный эксперт по антиквариату, сотрудник антикварного салона «Сокровища мира»
- 2015 — Ради любви я всё смогу (Украина) — Алиса
- 2016 — Гражданин Никто —  Настя Вержбицкая, биологическая дочь Орлова
- 2016 — Бестселлер по любви — Анастасия
- 2018 — Презумпция невиновности — Марианна Попович
- 2019 — Укус волчицы — Лара
- 2020 — Я знаю твои секреты. Хамелеон — Дарья
- 2020 — Спасская — Алиса Чернышёва
- 2021 — Ночной переезд — Анна

### Работа на телевидении
- 2018 — одна из ведущих прогноза погоды на телеканале «ТВ Центр».